# Hochfirst (skakaonica)
Hochfirstschanze je skijaška skakaonica u njemačkom Titisee-Neustadtu, koji je smješten na Schwarzwaldu. To je najveća prirodna skakaonica u Njemačkoj. Nazvana je po planini na kojoj je izgrađena.

## Međunarodna natjecanja
Ovo su rezultati svih međunarodnih natjecanja na ovoj skakaonici pod okriljem Međunarodne skijaške federacije:
| Datum              | Natjecanje          | Skakaonica | 1. mjesto                                                                         | 2. mjesto                                                          | 3. mjesto                                                                  |
| ------------------ | ------------------- | ---------- | --------------------------------------------------------------------------------- | ------------------------------------------------------------------ | -------------------------------------------------------------------------- |
| 27. veljače 1999.  | Kontinentalni pokal | K-120      | Mathias Wallner                                                                   | Matti Hautamäki                                                    | Olav Magne Dönnem                                                          |
| 27. veljače 2000.  | Kontinentalni pokal | K-120      | Wolfgang Loitzl                                                                   | Bine Norčič                                                        | Kimmo Yliriesto                                                            |
| 10. veljače 2001.  | Kontinentalni pokal | K-120      | Austrija Reinhard Schwarzenberger Manuel Fettner Martin Koch Stefan Kaiser        | Njemačka Frank Reichel Christof Duffner Hansjörg Jäkle Georg Späth | Slovenija Rok Benkovič Simon Podrebršek Primož Pikl Grega Podrzaj          |
| 11. veljače 2001.  | Kontinentalni pokal | K-120      | Manuel Fettner                                                                    | Reinhard Schwarzenberger                                           | Georg Späth                                                                |
| 1. prosinca 2001.  | Svjetski kup        | K-120      | Adam Małysz                                                                       | Martin Schmitt                                                     | Stephan Hocke                                                              |
| 2. prosinca 2001.  | Svjetski kup        | K-120      | Sven Hannawald                                                                    | Adam Małysz                                                        | Andreas Goldberger                                                         |
| 14. prosinca 2002. | Svjetski kup        | K-120      | Martin Höllwarth                                                                  | Sigurd Pettersen                                                   | Adam Małysz                                                                |
| 15. prosinca 2002. | Svjetski kup        | K-120      | Martin Höllwarth                                                                  | Andreas Goldberger                                                 | Andreas Kofler                                                             |
| 25. siječnja 2003. | Kontinentalni pokal | K-120      | Christof Duffner                                                                  | Daniel Forfang                                                     | Kai Bracht                                                                 |
| 26. siječnja 2003. | Kontinentalni pokal | K-120      | Robert Mateja                                                                     | Igor Medved                                                        | Daniel Forfang                                                             |
| 13. prosinca 2003. | Svjetski kup        | K-120      | otkazano zbog jakog vjetra                                                        | otkazano zbog jakog vjetra                                         | otkazano zbog jakog vjetra                                                 |
| 14. prosinca 2003. | Svjetski kup        | K-120      | Tami Kiuru                                                                        | Andreas Widhölzl                                                   | Janne Ahonen                                                               |
| 22. siječnja 2005. | Svjetski kup        | HS 142     | Janne Ahonen                                                                      | Jakub Janda                                                        | Thomas Morgenstern                                                         |
| 23. siječnja 2005. | Svjetski kup        | HS 142     | Jakub Janda                                                                       | Adam Małysz                                                        | Risto Jussilainen                                                          |
| 21. siječnja 2006. | Kontinentalni pokal | HS 142     | Bastian Kaltenböck                                                                | Roland Müller                                                      | Mathias Hafele                                                             |
| 22. siječnja 2006. | Kontinentalni pokal | HS 142     | Gerald Wambacher                                                                  | Bastian Kaltenböck                                                 | Arttu Lappi                                                                |
| 3. veljače 2007.   | Svjetski kup        | HS 142     | Adam Małysz                                                                       | Andreas Kofler                                                     | Anders Jacobsen                                                            |
| 4. veljače 2007.   | Svjetski kup        | HS 142     | Adam Małysz                                                                       | Gregor Schlierenzauer                                              | Dmitrij Vasiljev                                                           |
| 31. siječnja 2009. | Kontinentalni pokal | HS 142     | Jakub Janda                                                                       | Ondřej Vaculík                                                     | Pascal Bodmer                                                              |
| 1. veljače 2009.   | Kontinentalni pokal | HS 142     | Jakub Janda                                                                       | Roland Müller                                                      | Daniel Lackner                                                             |
| 16. siječnja 2010. | Kontinentalni pokal | HS 142     | Michael Hayböck                                                                   | Björn Koch                                                         | Borek Sedlák                                                               |
| 17. siječnja 2010. | Kontinentalni pokal | HS 142     | otkazano zbog jakog vjetra                                                        | otkazano zbog jakog vjetra                                         | otkazano zbog jakog vjetra                                                 |
| 22. siječnja 2011. | Kontinentalni pokal | HS 142     | Maximilian Mechler                                                                | Matic Kramaršič                                                    | Manuel Poppinger                                                           |
| 23. siječnja 2011. | Kontinentalni pokal | HS 142     | Maximilian Mechler                                                                | Rok Zima                                                           | Felix Schoft                                                               |
| 14. siječnja 2012. | Kontinentalni pokal | HS 142     | Manuel Fettner                                                                    | Stefan Hula                                                        | Robert Johansson                                                           |
| 15. siječnja 2012. | Kontinentalni pokal | HS 142     | Manuel Fettner                                                                    | Antonín Hájek                                                      | Andreas Stjernen                                                           |
| 26. siječnja 2013. | Kontinentalni pokal | HS 142     | Fredrik Bjerkeengen                                                               | Manuel Fettner                                                     | Nicholas Alexander                                                         |
| 27. siječnja 2013. | Kontinentalni pokal | HS 142     | Manuel Fettner                                                                    | Kim René Elverum Sorsell Rok Justin                                |                                                                            |
| 14. prosinca 2013. | Svjetski kup        | HS 142     | Thomas Morgenstern                                                                | Kamil Stoch                                                        | Simon Ammann                                                               |
| 15. prosinca 2013. | Svjetski kup        | HS 142     | Kamil Stoch                                                                       | Simon Ammann                                                       | Noriaki Kasai                                                              |
| 7. veljače 2015.   | Svjetski kup        | HS 142     | Severin Freund                                                                    | Stefan Kraft                                                       | Peter Prevc                                                                |
| 8. veljače 2015.   | Svjetski kup        | HS 142     | Anders Fannemel                                                                   | Kamil Stoch                                                        | Roman Koudelka                                                             |
| 28. veljače 2015.  | Kontinentalni pokal | HS 142     | Kenneth Gangnes                                                                   | Jaka Hvala                                                         | Daniel-André Tande                                                         |
| 28. veljače 2015.  | Kontinentalni pokal | HS 142     | Daniel-André Tande                                                                | Andreas Wank                                                       | Pius Paschke                                                               |
| 1. ožujka 2015.    | Kontinentalni pokal | HS 142     | Halvor Egner Granerud                                                             | Stephan Leyhe                                                      | Andreas Wank Krzysztof Biegun                                              |
| 12. ožujka 2016.   | Svjetski kup        | HS 142     | Johann André Forfang                                                              | Peter Prevc                                                        | Kenneth Gangnes                                                            |
| 13. ožujka 2016.   | Svjetski kup        | HS 142     | otkazano zbog jakog vjetra                                                        | otkazano zbog jakog vjetra                                         | otkazano zbog jakog vjetra                                                 |
| 7. siječnja 2017.  | Kontinentalni pokal | HS 142     | Johann André Forfang                                                              | Daniel Huber                                                       | Klemens Murańka                                                            |
| 8. siječnja 2017.  | Kontinentalni pokal | HS 142     | Viktor Polášek                                                                    | Johann André Forfang                                               | Clemens Aigner                                                             |
| 9. prosinca 2017.  | Svjetski kup        | HS 142     | Norveška Robert Johansson Daniel-André Tande Anders Fannemel Johann André Forfang | Poljska Piotr Żyła Maciej Kot Dawid Kubacki Kamil Stoch            | Njemačka Markus Eisenbichler Karl Geiger Andreas Wellinger Richard Freitag |
| 10. prosinca 2017. | Svjetski kup        | HS 142     | Richard Freitag                                                                   | Andreas Wellinger                                                  | Daniel-André Tande                                                         |
| 6. siječnja 2018.  | Kontinentalni pokal | HS 142     | Marius Lindvik                                                                    | Nejc Dežman                                                        | Vincent Descombes Sevoie                                                   |
| 7. siječnja 2018.  | Kontinentalni pokal | HS 142     | David Siegel                                                                      | Marius Lindvik                                                     | Sondre Ringen                                                              |
| 8. prosinca 2018.  | Svjetski kup        | HS 142     | otkazano zbog visoke temperature i nedostatka snijega                             | otkazano zbog visoke temperature i nedostatka snijega              | otkazano zbog visoke temperature i nedostatka snijega                      |
| 9. prosinca 2018.  | Svjetski kup        | HS 142     | otkazano zbog visoke temperature i nedostatka snijega                             | otkazano zbog visoke temperature i nedostatka snijega              | otkazano zbog visoke temperature i nedostatka snijega                      |
| 9. prosinca 2018.  | Svjetski kup (ž)    | HS 142     | otkazano zbog visoke temperature i nedostatka snijega                             | otkazano zbog visoke temperature i nedostatka snijega              | otkazano zbog visoke temperature i nedostatka snijega                      |
| 18. siječnja 2020. | Svjetski kup        | HS 142     | Dawid Kubacki                                                                     | Stefan Kraft                                                       | Ryōyū Kobayashi                                                            |
| 19. siječnja 2020. | Svjetski kup        | HS 142     | Dawid Kubacki                                                                     | Ryōyū Kobayashi                                                    | Timi Zajc                                                                  |

## Rekordi skakaonice
| Br. | Datum              | Natjecatelj        | Dužina  | Natjecanje               | Napomena          |
| --- | ------------------ | ------------------ | ------- | ------------------------ | ----------------- |
| 1.  | 1936.              | Oskar Weisheit     | 59 m    |                          |                   |
| 2.  | 1963.              | Georg Thoma        | 94 m    |                          |                   |
| 3.  | 1981.              | Andreas Bauer      | 103 m   |                          |                   |
| 4.  | 1987.              | Jiří Malec         | 106 m   |                          |                   |
| 5.  | 1995.              | Jens Weißflog      | 121 m   |                          |                   |
| 6.  | 10. veljače 2001.  | Manuel Fettner     | 141,5 m | Kontinentalni pokal      |                   |
| 7.  | 2. prosinca 2001.  | Sven Hannawald     | 145 m   | Svjetski kup             |                   |
| 8.  | 3. veljače 2007.   | Adam Małysz        | 145 m   | Svjetski kup             |                   |
| 9.  | 30. siječnja 2009. | Robert Hauser      | 146 m   | Kontinentalni pokal (NK) | Neslužbeni rekord |
| 10. | 31. siječnja 2009. | Bastian Kaltenböck | 147,5 m | Kontinentalni pokal      | Neslužbeni rekord |
| 11. | 11. ožujka 2016.   | Domen Prevc        | 148 m   | Svjetski kup             | Kvalifikacije     |
| 12. | 21. siječnja 2011. | Maximilian Mechler | 150 m   | Kontinentalni pokal      | Neslužbeni rekord |

## Vanjske poveznice
- Hochfirst na skisprungschanzen.com